# 秋田看護福祉大学
秋田看護福祉大学（あきたかんごふくしだいがく、英語: Akita University of Nursing and Welfare）は、秋田県大館市清水2丁目3番4号に本部を置く日本の私立大学。2005年創立、2005年大学設置。

## 沿革
- 2005年 秋田看護福祉大学が設立される（看護福祉学部 看護学科、社会福祉学科）。
- 2009年  看護福祉学部社会福祉学科を福祉学科に改称する。
- 2017年 ノースアジア大学の40周年記念館の建物内に、秋田看護福祉大学秋田キャンパスを設置。このキャンパスを使う学科として、看護福祉学部福祉学科行政・企業コースを新設。従来の課程は、福祉専門職コースに再編された。
- 2020年 看護福祉学部医療福祉学科を開設。同福祉学科は募集を停止。同年入学者より、秋田キャンパス通学生に対して、社会福祉士国家試験受験資格が得られるカリキュラムが新たに加わった。

## 学部・学科
- 看護福祉学部
  - 看護学科
  - 医療福祉学科...2020年（令和2年）度開設
    - 医療福祉コース
    - 行政企業コース

  - 福祉学科…2009年（平成21年）度の入学者より、社会福祉学科より改組された。2017年（平成29年）度の入学者から、コース制となった。2020年（令和2年）度より募集停止。
    - 福祉専門職コース…従来のカリキュラムをコース化
    - 行政・企業コース…新設コース。4年間のうちの2年間は、秋田キャンパスで学習可能としている。

## 公式サイト
- 秋田看護福祉大学